# 서울 청련사 아미타불도
서울 청련사 아미타불도(서울 淸蓮寺 阿彌陀佛圖)는 서울특별시 동작구 대방동 청련사에 있는 아미타불도이다. 2009년 8월 13일 서울특별시의 문화재자료 제48호로 지정되었다.

## 개요
서울시 동작구 대방동 3-8번지에 위치한 청련사는 창건관련 기록이나 유물은 전하지 않으나 불화의 조성기록과 자료조사 결과 1910년대부터는 현위치에 존재했을 것으로 추정된다. 청련사 이미타불도는 19세기 후불도의 특징인 가로로 긴 화면에 아미타삼존 및 권속을 화면 가득히 그린 불화이다. 둥근 두광과 신광을 배경으로 아미타수인을 짓고 있는 갸름한 얼굴의 아미타불이 결가부좌의 자세로 앉아 있으며, 좌우로 관음과 세지보살이 배치되고 있는데 관음보살은 흰 연꽃의 가지를 잡고 있으며, 세지보살은 큰 여의(如意)를 잡고 있어서 특징적이다. 두광 주위로 가섭, 아난 등 4제자가 있고, 이들 좌우로 지장 등 두 보살이 있다. 좌우 화면에 각각 2구의 4천왕이 아래위로 배치되었는데 왼쪽(向右)에 동 지국천, 북다문천, 오른쪽(向左)에 남 증장천, 서광목천이 각각의 지물을 들고 있어서 존명을 잘 알 수 있다.
이 불화는 화기에 의하면 1914년에 마포에 거주하는 金溶夏 가족 외, 구씨, 마씨, 천씨, 류씨, 김씨 등이 시주하여 화승 세선과 태호가 그려 삼성산 청련암에 봉안하였음을 알 수 있다. 색채는 녹색과 적색이 위주이지만 청색도 많아 다소 탁해진 경향이 있으며 조선 말기 불화의 특징을 잘 계승하고 있다.
화기는 다음과 같다.
<화기>

大正 三年 陰至月 緣畵所 京城府 龍山面

麻浦 居住 乾命 辛未生 金溶夏

坤命 丁丑生 李氏 長子 戊申生 金壽岩 童

子 갑寅生 金先童 童子 甲寅生 金後童

女息 辛丑生 阿㕦 乾命 乙亥生 具然春 坤

命 丙子生 尹氏 兩位

童子 庚戌生 具斗成 引勸大施主 淸信女 庚

戌生 馬氏 大慈花 淸信女 壬子生 千氏

萬行化 坤命 戊午生 柳氏 長子 甲申生 崔

順吉 坤命 乙未生 李氏 兩位

淸信女 己未生 金氏 金蓮花 證明 比丘

金魚 比丘 世禪 比丘 泰湖 供司 童子 安廣

碩 鐘頭 比丘 元日 都監 比丘 應 眞 別

座 比丘 南根 來往助 朴圭永 童子 朴寶鳳

化主 比丘 晶和 京 始 興郡 三聖山

淸蓮庵

이 불화는 아미타불을 중심으로 4보살, 4제자, 사천왕 등이 배열된 것으로 관음보살과 대세지보살의 유희좌와 지물, 사천왕의 자세 등이 특징적이다. 이목구비 등 세심한 각 형태와 구도, 채색, 필선 등이 당시 서울지역 불화 경향을 잘 반영하고 있으며, 1914년에 화승 세선과 태호가 제작하여 청련암에 봉안하였다는 화기가 뚜렷하므로 서울시 문화재자료로 지정한다.

## 참고 문헌
- 청련사 아미타불도 - 국가유산청 국가유산포털